# Magda László
Magda László (Marosvásárhely (Transsilvània), 14 de juny de 1912 - Nepi, Laci (Itàlia), 2 d'agost de 2002), fou una soprano especialista en òperes del segle xx. Magda László va interpretar i enregistrar nombroses peces de música clàssica: lieder, música religiosa (cantates i misses de Bach) i òperes.

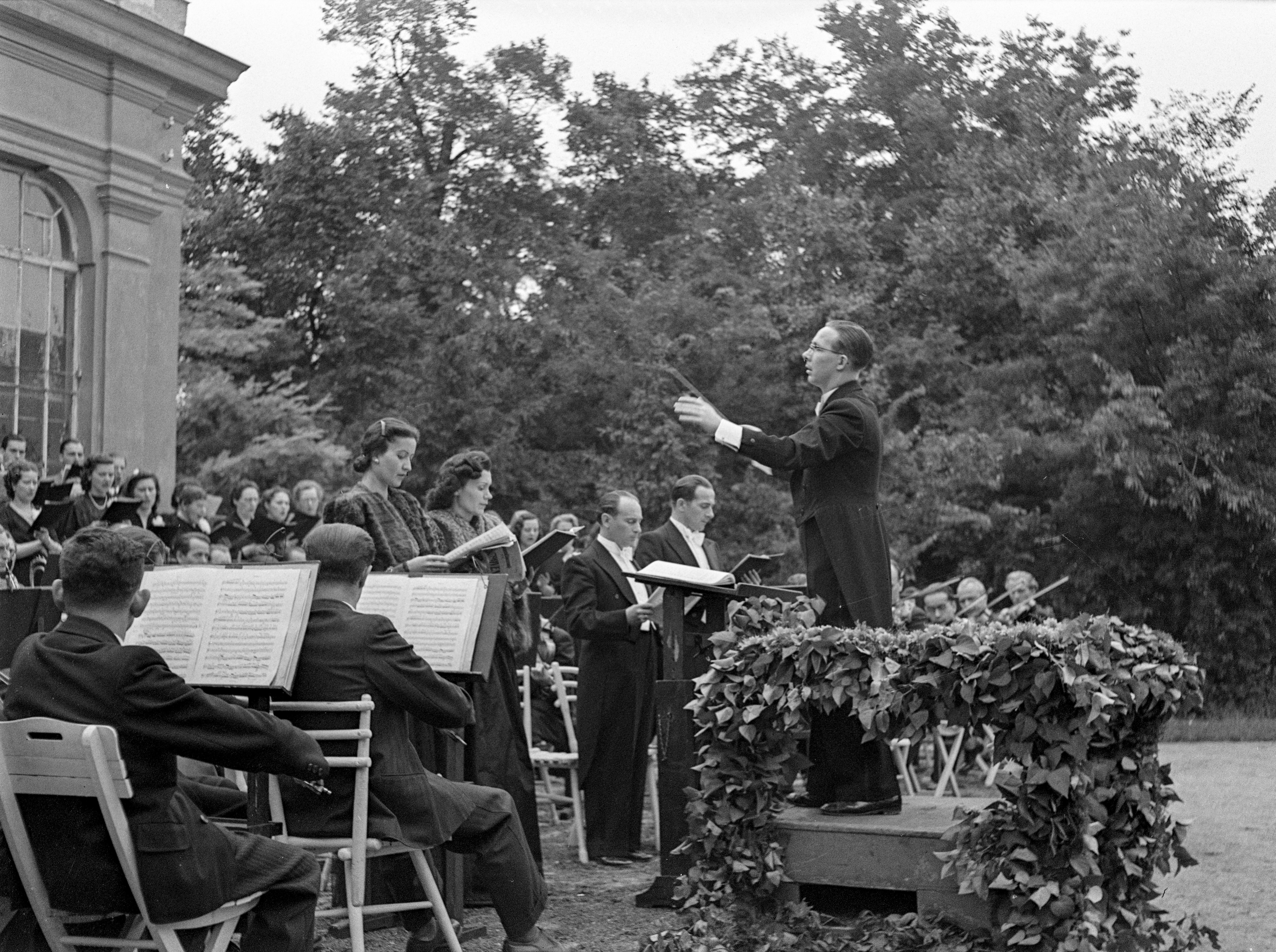
Magda László, en 1943.

Estudià a l'Acadèmia de Música de Budapest amb Irene Stowasser. Al 1943 va debutar a l'Òpera de Budapest com a Elisabeth a Tannhäuser, de Wagner, i després cantà Amelia a Simon Boccanegra, de Verdi.
A partir de 1946 es traslladà a Itàlia, on sovint col·laborà amb el pianista Luigi Cortese, i esdevingué convidada habitual al Teatro dell'Opera de Roma i La Scala de Milà.
Participà en les primeres retransmissions radiofòniques operístiques, amb el Prigioneiro (RAI, 1949) de Dallapiccola, i de Troilus and Cressida (Londres, 1954), de Walton. Tamabé va interpretar obres contemporànies italianes de Malipiero, Ghedini i Lualdi.
Gires posteriors la portaren a França, Alemanya, Holanda, Suïssa i Anglaterra per participar en tots els principals festivals de música europeus, inclosos el Festival de Glyndebourne, el Festival de Música Contemporània de Frankfurt, el Festival Donizetti Opera de Bèrgam i el Festival de Música Sacra de Perusa. Va debutar al continent americà amb un concert de cambra al Town Hall, de Nova York, i cantà al Festival Ojai amb Igor Stravinsky.
Sempre destacà per les seves grans qualitats musicals, la intel·ligència i la seriositat professional, sobretot en el repertori modern i contemporani, tot i que també destacà com a intèrpret de lieder i de música de cambra.